# 塞門車
塞門車，是古代守軍的守城兵器，在兩輪車前裝有一大片鐵片，遇到城門或城牆被破時即以車塞縫，阻礙攻軍進入，塞門刀車為其改進。